# Pierre Laborie
Pour les articles homonymes, voir Laborie.
Pierre Laborie, né le 4 janvier 1936 à Bagnac-sur-Célé et mort le 16 mai 2017 à Cahors, est un historien français.
Professeur émérite d'histoire contemporaine à l'université Toulouse II-Le Mirail, à Toulouse et directeur d'études à l'EHESS, Pierre Laborie est spécialiste de l'opinion publique sous le régime de Vichy.

## Biographie
Pierre Laborie naît le 4 janvier 1936, à Bagnac-sur-Célé dans le Lot.

### Formation
Il est docteur en histoire (L'opinion publique dans le département du Lot pendant la Seconde Guerre mondiale, 1978 ; L'opinion publique et les représentations de la crise d'identité nationale, 1988).

### Carrière
Ancien professeur d'École Normale, Professeur d'histoire contemporaine à l’université de Toulouse 2 (le Mirail) pendant près de vingt ans, puis directeur d'études à l'EHESS, Pierre Laborie est un spécialiste de l'opinion publique sous le régime de Vichy.
Il analyse l'histoire  la construction de la vision de la France occupée depuis 1945, en passant par la sortie du film Le chagrin et la pitié, jusqu’aux années 2000. Tout en reconnaissant la pertinence de la notion d’ « accommodement » (Philippe Burrin) pour décrire une part de la société française des années noires, Pierre Laborie s’interroge sur son usage parfois d’une complaisance coupable, au prix de nombreux « oublis » et de reconstructions mémorielles. Ce travail conduit à un questionnement sur l'idée et les formes de résistance (s) dans les régimes d'oppression.
Ses recherches conduisent Pierre Laborie à une réflexion épistémologique en particulier sur la fabrication du rapport social au passé, sur la construction et le statut  de l'événement et sur les problèmes inhérents à l'écriture de l'histoire.[citation nécessaire]
Il meurt le 16 mai 2017. Il est inhumé à Bagnac-sur-Célé.

## Publications

### Ouvrages
- Résistants, Vichyssois et autres, Paris, Éd. du CNRS, 1980.
- Jacques Kayser, Un journaliste sur le front de Normandie, carnet de route, juillet-août 1944, édité avec Bernard Kayser, Arléa, Paris, 1991.
- L'opinion française sous Vichy, Paris, Éditions du Seuil, coll. « L'Univers historique », 1990, 405 p. (ISBN 2-02-012072-0, présentation en ligne). Réédition : L'opinion française sous Vichy : les Français et la crise d'identité nationale, 1936-1944, Paris, Éditions du Seuil, coll. « Points. Histoire » (no 286), 2001, 406 p. (ISBN 2-02-032291-9, présentation en ligne).
- Mémoire et histoire : la Résistance, avec Jean-Marie Guillon, Éditions Privat, Toulouse, 1995.
- Les Français des années troubles : de la guerre d'Espagne à la Libération, Édition du Seuil, Points-Histoire, Paris, 2001.
- Penser la défaite, (en collaboration avec Patrick Cabanel), Éditions  Privat, Toulouse, 2002.
- Les Français sous Vichy et l'Occupation, Éditions Milan, Toulouse, 2003.
- Les mots de 39-45, Presses universitaires du Mirail, Toulouse, 2006.
- Ils ont su dire non : Paroles de résistants, avec François Icher, La Martinière, 2008.
- Le chagrin et le venin : la France sous l'Occupation, mémoire et idées reçues, Montrouge, Bayard, 2011, 354 p. (ISBN 978-2-227-47735-3, présentation en ligne), [présentation en ligne], [présentation en ligne]. Édition revue et augmentée : Le chagrin et le venin : Occupation, Résistance, idées reçues, Paris, Gallimard, coll. « Folio. Histoire » (no 232), 2014, 404 p. (ISBN 978-2-07-045456-3).
- Nouveaux regards sur la Libération, sous la direction de Pierre Laborie, Tulle, Mille Sources, 2017[8].
- Penser l'évènement, 1940-1945 (recueil d'articles), Paris, Gallimard, coll. « Folio histoire », 2019  (ISBN 978-2-07-283403-5).

### Participation à des ouvrages collectifs
- Guerre mondiale guerre totale, textes de l'exposition permanente du Mémorial de Caen, Pierre Laborie, Denis Peschanski et Jean Quellien, Paris, Gallimard, coll. Hors série Connaissance, 3 juin 2010,  (ISBN 978-2-07-012964-5)
- Écrire sous l'Occupation, Presses universitaires de Rennes, 2011.
- Faire l'histoire de la Résistance, Presses universitaires de Rennes, 2010.
- Historiographies, concepts et débats, Gallimard, coll. « Folio histoire », Paris, 2010.
- Les Résistances, miroir des régimes d'oppression, Allemagne, Italie, France, Presses universitaires de France-Comté, 2006.
- Dictionnaire historique de la Résistance, Éditions Robert Laffont, Paris, 2006.
- La France sous Vichy. Autour de Robert Paxton, IHTP, CNRS, Éd. Complexe, 2004.
- La France des années noires, Éditions du Seuil, Paris, 1993, Points Histoire, 2000.
- Histoire du Querçy, Éditions Privat, Toulouse, 1993.
- Écrire l'histoire du temps présent, CNRS éditions, Paris, 1993.
- La libération dans le Midi de la France, Toulouse, Éd. Eché-UTM, 1986
- Le parti communiste français des années sombres, 1938-1941, Paris, Éditions du Seuil, coll. « UH », 1986
- Pierre Mendès France et le Mendésisme, Paris, Fayard, 1985

### Articles
- « La notion de résistance à l'épreuve des faits : nécessité et limites d'une approche conceptuelle », dans Résistances, insurrections, guérillas, Presses universitaires de Rennes, collection « Essais », 2010.
- Philippe Artières, Arlette Farge et Pierre Laborie, « Témoignage et récit historique », Sociétés & Représentations, Nouveau Monde éditions, 2002/1 - no 13  (ISBN 2-85944-451-3), p. 199-206 [lire en ligne]
- « Historiens sous haute surveillance », Esprit, janvier 1994
- « De l'opinion publique à l'imaginaire social », Vingtième siècle, revue d'histoire, Presses de la FNSP, Paris, avril-juin 1988.

### Mélanges
- Pierre Laborie. Hommages et témoignages, sous la direction de Gilbert Beaubatie, Tulle, Mille Sources, 2019. editionsmillesources.strikingly.com/